# Ньеэмбуку
Ньеэмбуку (исп. Ñeembucú) — департамент в Парагвае, занимает территорию в 12 147 км², население составляет 82 846 человек (2007). Административный центр — город Пилар. Департамент почти полностью занимает сельская местность, также здесь находятся некоторые из старейших и наиболее хорошо сохранившихся руин иезуитов, которые расположены недалеко от города Умаита.

## Административное деление
Департамент подразделяется на 16 округов:
| №  | Округа                                                         | Площадь, км² | Население, чел. |
| -- | -------------------------------------------------------------- | ------------ | --------------- |
| 1  | Альберди (Alberdi)                                             | 222          | 7 588           |
| 2  | Вильялбин (Villalbín)                                          | 388          | 2 091           |
| 3  | Вилья-Олива (Villa Oliva)                                      | 1 612        | 3 254           |
| 4  | Вилья-Франка (Villa Franca)                                    | 1 543        | 920             |
| 5  | Гуасу-Куа (Guazú Cuá)                                          | 1 130        | 1 928           |
| 6  | Десмочадос (Desmochados)                                       | 285          | 1 613           |
| 7  | Исла-Умбу (Isla Umbú)                                          | 485          | 2 784           |
| 8  | Лаурелес (Laureles)                                            | 800          | 3 676           |
| 9  | Майор-Хосе-Дехеус-Мартинес (Mayor José J. Martinez)            | 181          | 4 301           |
| 10 | Пасо-де-Патрия (Paso de Patria)                                | 1 750        | 6 008           |
| 11 | Пилар (Pilar)                                                  | 1 130        | 28 716          |
| 12 | Сан-Хуан-Баутиста-де-Ньеэмбуку (San Juan Bautista de Ñeembucú) | 1 329        | 5 185           |
| 13 | Серрито (Cerrito)                                              | 682          | 5 228           |
| 14 | Такуарас (Tacuaras)                                            | 1 000        | 3 280           |
| 15 | Умаита (Humaitá)                                               | 389          | 3 214           |
| 16 | Хенераль-Хосе-Эдувихис-Диас (General José Eduvigis Díaz)       | 291          | 4 037           |

## Границы
На западе и юге граничит с Аргентиной, ограничен рекой Парагвай на западе и рекой Парана на юге, на севере имеет границу с департаментом Сентраль, а на востоке с департаментами Парагуари и Мисьонес.

## Галерея

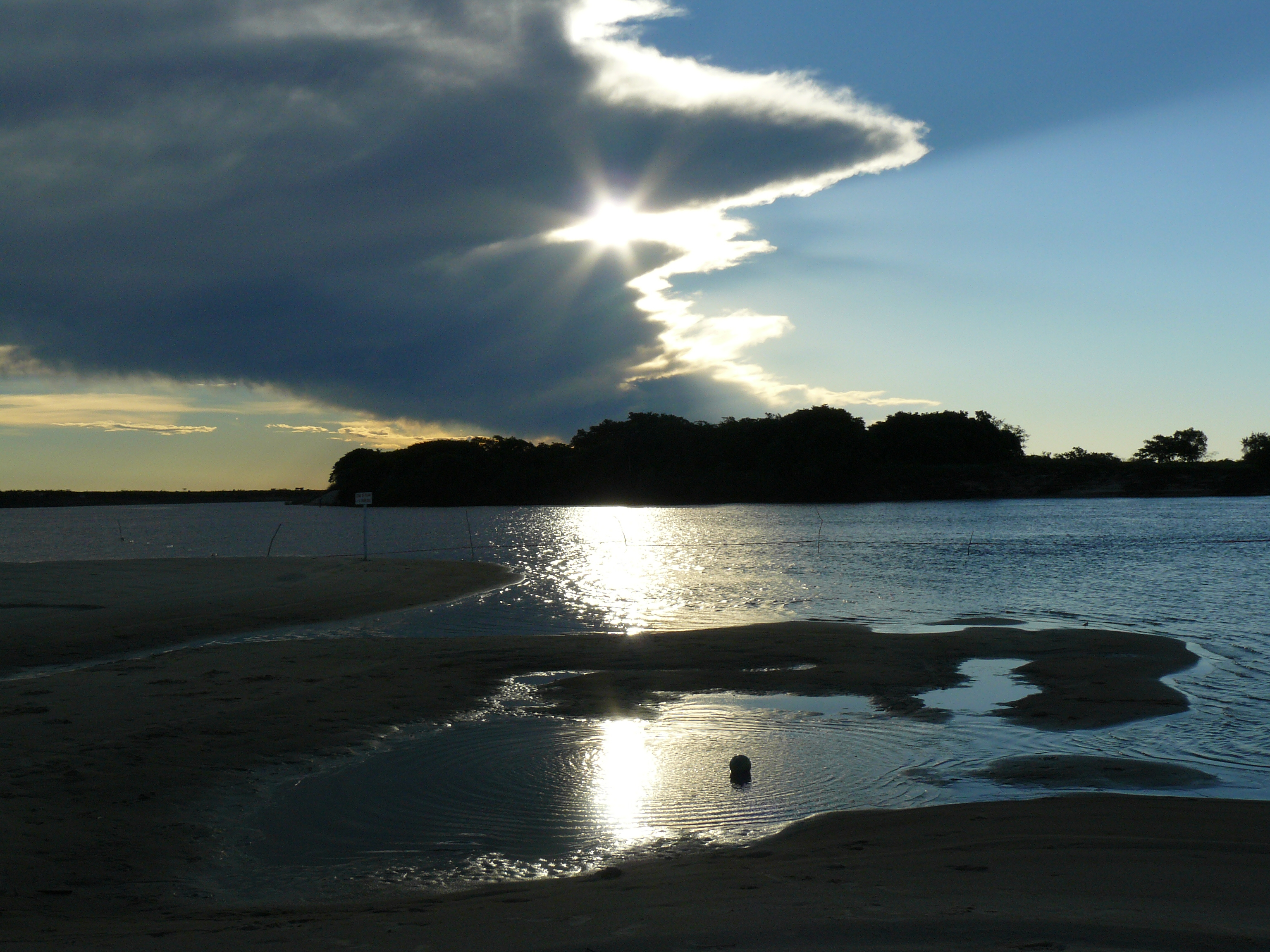
Закат на реке Парагвай.
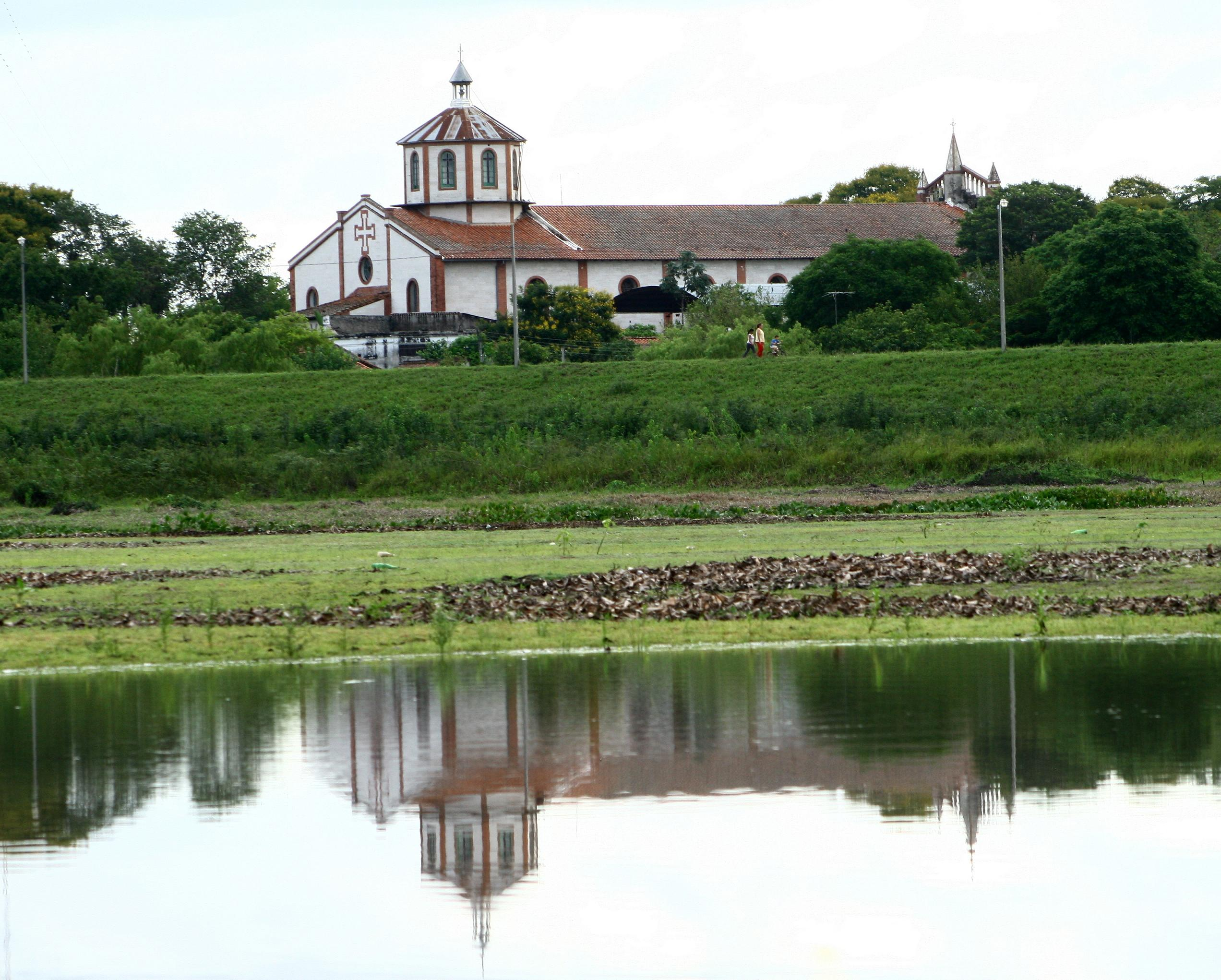
Собор в Пиларе.
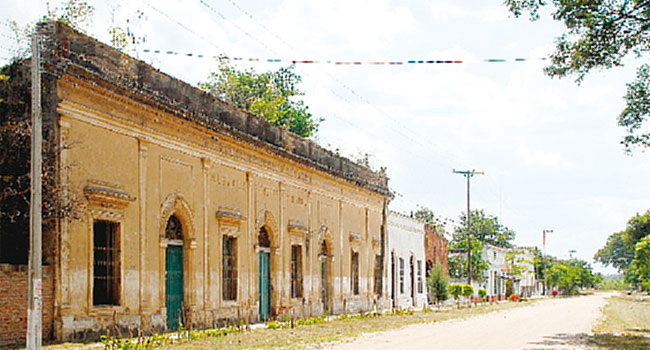
Колониальный дом в Умаите.